# Megadontognathus cuyuniense
Megadontognathus cuyuniense är en fiskart som beskrevs av Mago-leccia, 1994. Megadontognathus cuyuniense ingår i släktet Megadontognathus och familjen Apteronotidae. Inga underarter finns listade i Catalogue of Life.